# Подвійні зорі

Схематичне зображення двох небесних тіл, що обертаються навколо спільного центру мас.

Подвійні зорі — зоряні системи, що складаються з двох зір, які обертаються навколо їх загального барицентру. Системи двох або більше зір називають зоряними системами. Ці об'єкти, особливо віддалені, часто здаються неозброєному оку єдиною точкою світла, а потім виявляються як множинними системами іншими способами.
Термін «подвійна зоря» іноді помилково вживають як синонім оптичних пар (зір, що на земному небосхилі розташовані поряд), хоча це різні явища. Парність залежить лише від оптичного ефекту; у просторі ж ці зорі можуть бути віддаленими одна від одної й не мати ніякого фізичного зв'язку. Такі зорі називають оптично-подвійними (на відміну від справжніх, фізично подвійних). Подвійну зорю можна відрізнити від оптично-подвійної шляхом за відмінністю у їх паралаксах, власних рухах або радіальних швидкостях. Більшість відомих парних зір не досліджувались належним чином, щоб визначити чи є вони оптичними-подвійними чи справжніми подвійними системами, пов'язаними гравітацією.
Подвійні зоряні системи дуже важливі в астрофізиці, оскільки розрахунки їх орбіт дозволяють безпосередньо визначати маси складових зір, що, в свою чергу, дозволяє опосередковано оцінювати інші зоряні параметри, такі як радіус і густина. Це також визначає емпіричне співвідношення маса—світність, за яким можна оцінити маси окремих зір.
Подвійні зорі іноді можна побачити окремо одну від одної, і в цьому випадку їх називають візуально-подвійними. Багато візуально-подвійних мають довгі орбітальні періоди, кілька століть або тисячоліть, а отже, мають невизначені або маловідомі орбіти. Подвійність також може бути виявлена непрямими методами, такими як спектроскопія (спектроскопічно подвійні) або астрометрія (астрометрично подвійні). Якщо промінь зору лежить у площині обертання подвійної системи, то її компоненти час від часу затемнюватимуть одна одну від спостерігача на Землі; такі пари називають затемнюванюваними подвійними або фотометрично подвійними.
Якщо компоненти у подвійних зоряних системах досить близькі, вони можуть гравітаційно викривлювати зовнішню зоряну атмосферу. У деяких випадках ці тісні подвійні системи можуть обмінюватися масою, що може довести їх еволюцію до стадій, яких поодинокі зорі не можуть досягти. Прикладами подвійних є Сіріус, Лебідь Х-1 (Лебідь Х-1 є добре відомою чорною дірою), Алькор і Міцар у сузір'ї Великої Ведмедиці. Подвійні зорі також поширені як ядра багатьох планетарних туманностей і є родоначальниками як нових, так і наднових Ia типу.

## Дослідження
Термін «подвійна зоря» вперше вжив сер Вільям Гершель у 1802 р., коли він написав:
Якщо навпаки, дві зорі справді мають бути розташовані дуже близько одна до одної і при цьому настільки ізольованими, щоб не зазнати матеріального впливу сусідніх зір, вони тоді складуть окрему систему і залишаться об'єднаними зв'язком взаємної гравітації. Це слід назвати справжньою подвійною зіркою; і будь-які дві зорі, які, таким чином, взаємопов'язані, утворюють подвійну зоряну систему, яку ми зараз розглянемо.
За сучасним визначенням, термін подвійна зоря, як правило, обмежений парами зір, які обертаються навколо загального центру мас. Подвійні, які можна розрізнити за допомогою телескопа або інтерферометричних методів, відомі як візуально-подвійні. Для більшості відомих візуально-подвійних зір ще не спостерігалося повного оберту. Лише як вони прошли по вигнутій траекторії або частковій дузі.

Термін «подвійна зоря» (англ. binary star) іноді помилково вживають щодо парних зір (англ. double star), які розташовані на небосхилі поруч. В астрономії їх називають «оптичними парами». Оптичні пари можуть бути як справжніми подвійними системами, так і просто двома зорями, що на небосхилі розташовані поруч, але в просторі перебувають далеко одна від одної (на різній відстані від Сонця) — оптично-подвійними зорями.
Із часів винаходу телескопа було виявлено багато оптичних пар. Ранні приклади включають Міцар та Акрукс. Міцар у Великій Ведмедиці був помічений подвійним Джованні Баттістою Річчолі в 1650 р. (і, можливо, раніше Бенедетто Кастеллі та Галілео). Яскрава південна зірка Акрукс у Південному Хресті була визначена як подвійна отцем Фонтене в 1685 р.
Джон Мічелл був першим, хто припустив, що оптичні пари можуть бути фізично пов'язаними. 1767 року він дійшов висновку, що ймовірність випадкового розташування на небосхилі двох зір поряд, мала. Вільям Гершель почав спостерігати за оптичними парами в 1779 році і незабаром опублікував каталог близько 700 оптичних пар. До 1803 р. він спостерігав зміни відносних положень кількох оптичних пар зір протягом 25 років і дійшов висновку, що вони мають бути подвійними системами, однак перша орбіта подвійної зорі була обчислена лише в 1827, коли Фелікс Саварі обчислив орбіту Великої Ведмедиці. Відтоді було каталогізовано та виміряно ще багато оптичних пар зір. На початку XX-го сторіччя Вашингтонський каталог парних зір містив понад 100 000 пар, включаючи як оптично-подвійні, так і візуально-подвійні. Орбіти відомі лише для кількох тисяч із цих пар, а для більшості з них не невідомо чи то візуально-подвійні зорі, чи лише оптично-подвійні. Це можна визначити, спостерігаючи відносний рух пар. Якщо рух є частиною орбіти або якщо зорі мають подібні радіальні швидкості й різниця їх власних рухів невелика (порівняно зі спільним власним рухом), пара, імовірно, фізична. Одне із завдань, яке залишається для візуальних спостерігачів подвійних зір, — отримати достатню кількість спостережень, щоб довести або спростувати гравітаційний зв'язок у парі.

## Класифікація

### За методами виявлення
За методами виявлення подвійності системи поділяють на такі групи:

#### Візуально-подвійні зорі
Подвійні зорі, які можна побачити окремо одну від одної, називають візуально-подвійними. Для цих зір вдається визначити зміну з часом позиційного кута та оцінити період обертання. Такою зорею є Сіріус, що складається з компонентів A і B, які можна розрізнити за допомогою досить потужного телескопа. Серед них виділяють підгрупу астрометрично-подвійних зір, які мають спільні власні рухи.
Якщо подвійна зоря має значний власний рух, то можна спостерігати періодичні відхилення траєкторії руху головної зорі від прямої лінії.
Однак, компоненти більшості подвійних систем занадто близькі одна до одної, а самі вони дуже віддалені від Сонячної системи, через що їх неможливо розрізнити навіть за допомогою найпотужніших телескопів. Іноді їх подвійність можливо виявити за іншими ознаками.

#### Затемнювано-подвійні зорі

Ілюстрація затемнень у подвійній системі

У тих випадках, коли Земля розташована поблизу площини орбіти зір, можуть спостерігатися періодичні затемнення однієї зорі іншою, що виглядає як періодичні зміни блиску. Зазвичай спостерігається два зменшення яскравості протягом одного циклу. Менше зниження, коли яскравіша зоря закриває від нас більш тьмяну, і сильніше падіння видимої зоряної величини, коли відбувається навпаки. Найвідомішою зорею такого типу є Алголь.

#### Спектрально-подвійні зорі
Спостерігаються завдяки періодичним зсувам спектральних ліній.

### За фізичними характеристиками систем
За мірою заповнення порожнин Роша подвійні системи поділяють на такі типи:
- Розділені системи (англ. detached binaries; D) — обидві зорі не заповнили свої порожнини Роша. Припливні викривлення невеликі, зорі зберігають кулясту форму.
- Напіврозділені системи (semi-detached binaries; SD) — лише одна із зір заповнила свою порожнину Роша. Речовина цієї зорі через внутрішню точку Лагранжа починає перетікати на її супутника, форма зорі викривлюється.
- Контактні системи (contact binaries; C) — обидві зорі заповнили свої порожнини Роша, вони мають викривлену (еліпсоїдальну) форму, іноді вся система занурена в спільну оболонку.

Ця класифікація зосереджується на фізичних характеристиках системи та не залежить від способу її виявлення.

## Гравітаційна взаємодія між компонентами
Подвійні зорі утримуються разом взаємним тяжінням. Обидві зорі подвійної системи обертаються еліптичними орбітами навколо спільного центру мас цих зір. Якщо відстань між компонентами дуже велика, орбітальний період може вимірюватися роками, інколи століттями. Для тісних систем їх орбітальний період може становити лише кілька годин. Якщо досить масивні зорі обертаються на близькій відстані одна від одної, стають помітними релятивістські ефекти, такі як зсув періастра та зменшення орбітального періоду внаслідок випромінювання системою гравітаційних хвиль (останнє призводить до того, що зрештою дві зорі зіллються в одну).

## Компоненти подвійних зір
Є різні подвійні зорі: бувають дві схожі зорі у парі, а є різні (зазвичай, це червоний гігант та білий карлик). Але, незалежно від свого типу, ці зорі найкраще піддаються вивченню: аналізуючи їх взаємодію, вченим вдається з'ясувати майже всі параметри, включаючи масу, форму орбіт і навіть характеристики близько розташованих до них зір. Зазвичай, ці зорі мають дещо витягнуту форму внаслідок взаємного тяжіння. Приблизно половина всіх зір нашої Галактики належить до подвійних систем[джерело?], отже подвійні зорі, які обертаються одна навколо іншої, явище дуже поширене.

## Особливості еволюції
Належність до подвійної системи дуже впливає еволюцію зір, особливо коли вони перебувають близько одна до одної. Протягом свого існування зоря змінює свої розміри. І якщо дві зорі перебувають поряд, то одна з них, заповнивши свою порожнину Роша, почне втрачати речовину. Потоки речовини, що рухаються від однієї зорі до іншої, призводять до спалахів, таких як вибухи нових і наднових зір і по суті є міжзоряним вітром.
Можливість існування планет у системах подвійних і кратних зір довгий час вважалася вкрай малоймовірною. Проте в 90-х роках подібні об'єкти почали відкривати масово. Найбільша[джерело?] кількість відомих планет навколо 55 Рака A — 5 планет.